# بيل لونش
بيل لونش (بالإنجليزية: Bill Lynch)‏ هو لاعب كرة قدم أمريكية أمريكي، ولد في 12 يونيو 1954 في إنديانابوليس في الولايات المتحدة.

## وصلات خارجية
- بيل لونش على موقع كلية كرة السلة في سبورتس رفرنس.كوم (الإنجليزية)